# Anathallis escalerensis
Anathallis escalerensis är en orkidéart som först beskrevs av Germán Carnevali och Carlyle August Luer, och fick sitt nu gällande namn av Carlyle August Luer. Anathallis escalerensis ingår i släktet Anathallis och familjen orkidéer. Inga underarter finns listade i Catalogue of Life.